# 백룡 (연호)
백룡(白龍, 925년 12월 ~ 928년 3월)은 남한(南漢) 고조(高祖) 유엄(劉龑)의 두번째 연호이다. 2년 3개월 가량 사용하였다.

## 개원
- 건형(乾亨) 9년(925년) 12월에 연호를 백룡(白龍)으로 개원함.[1][2][3]

- 백룡(白龍) 4년(928년) 3월에 연호를 대유(大有)로 개원함.[4][2][3]

## 연대 대조표
| 백룡       | 원년            | 2년                 | 3년                 | 4년        |
| 서기(西紀) | 925년           | 926년               | 927년               | 928년      |
| 간지(干支) | 을유(乙酉)      | 병술(丙戌)          | 정해(丁亥)          | 무자(戊子) |
| 후당(後唐) | 동광(同光) 3년  | 4년 천성(天成) 원년 | 2년                 | 3년        |
| 전촉(前蜀) | 함강(咸康) 원년 | -                   | -                   | -          |
| 양오(楊吳) | 순의(順義) 5년  | 6년                 | 7년 건정(乾貞) 원년 | 2년        |
| 오월(吳越) | 보대(寶大) 2년  | 보정(寶正) 원년     | 2년                 | 3년        |

## 참고 자료
- 중국의 연호 목록